# Mont Flat Top
Le mont Flat Top est une montagne en Estrie, au Québec, qui fait partie des Appalaches ; son altitude est de 830 mètres.

## Toponymie
Le toponyme « mont Flat Top » a été officialisé le 5 décembre 1968 à la Commission de toponymie du Québec.

## Géographie
La montagne est située dans la municipalité de Frontenac, sur la zec Louise-Gosford, à l'est du lac aux Araignées, entre la montagne Merrill et Moose Hill. Elle domine la rivière aux Araignées, ainsi que le lac aux Araignées.